# 荷田乡
荷田乡，是中华人民共和国湖南省邵陽市隆回县下辖的一个乡镇级行政单位。

## 行政区划
荷田乡下辖以下地区：
社凼村、恒江村、荷田村、大井村、青龙桥村、韭菜村、鹅立村、广庄村、上背溪村、下背溪村、汉江村、石观音村、石山村、牛寨岭村、秋田村、枞树村、石桥湾村、欧菜村、黄皮村、永乐村、长南村、长祥村、长鄄村、长兴村、长牌村、长家村、长久村、牛才岭村、蒋家湾村和玉屏村。